# Bloque Progresista

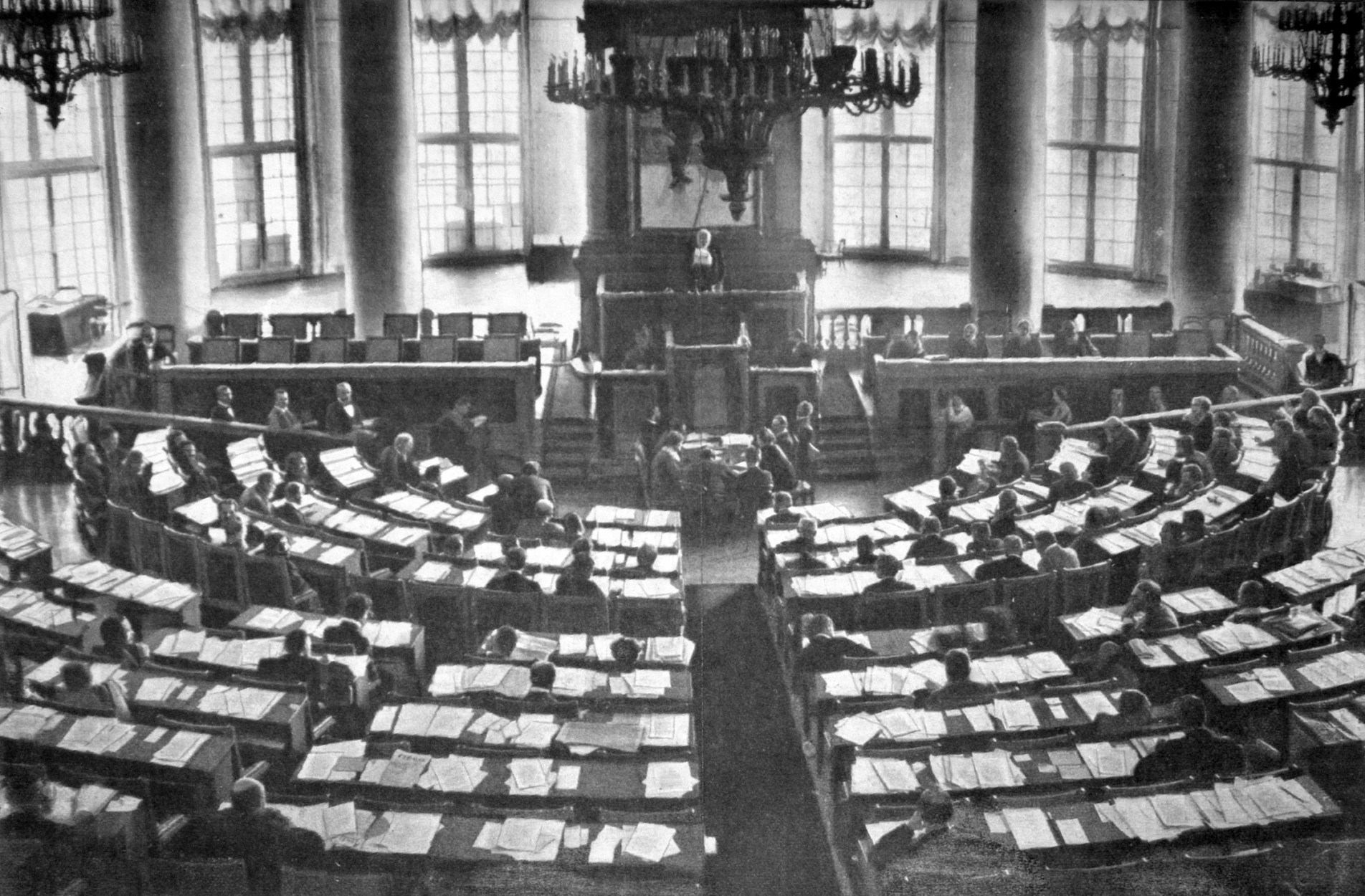
Sala de reuniones de la Duma Estatal 1906-1917.

El Bloque Progresista fue una coalición de partidos y diputados representados en la Duma imperial que agrupó a los moderados de las Cortes rusas durante la Primera Guerra Mundial para tratar de reforzar el papel político de la institución en la política rusa.

## Antecedentes
Desde su constitución en 1906 hasta su desaparición en 1917, la Duma rusa apenas ejerció poder sobre los sucesivos Gobiernos rusos, responsables ante el zar. En vísperas de la guerra mundial, sin embargo, los dirigentes de los moderados (el Partido Democrático Constitucional, el Partido Octubrista y el Progresista) sopesaron la posibilidad de formar una coalición para reforzar su importancia en la cámara y tratar de poner fin a su impotencia política. Dicha alianza contaría con la mayoría en la Cámara y debía permitir a los liberales obtener mayor influencia en el Gobierno de la nación. Las negociaciones, no obstante, no fructificaron debido a las diferencias que separaban a los diferentes partidos.
El estallido de la guerra y los reveses militares, especialmente la pérdida de Polonia y las derrotas en Galitzia, llevaron a los liberales a retomar la idea de formar un frente parlamentario y, esta vez, incluir en él a la derecha moderada. Este pacto debía evitar la disminución del escaso poder de la Duma, mantener el sistema constitucional en el Imperio y facilitar la victoria militar.

## La historia del Bloque
Durante las dos primeras semanas de agosto, seis partidos de la Duma (kadetes, Progresistas, octubristas de izquierda, octubristas, Centristas y Nacionalistas Progresistas) decidieron forjar la alianza y crear el Bloque Progresista, que contaba con la mayoría absoluta en las Cortes (236 de los 422 escaños de la Cámara).
El Bloque, convencido de la incompetencia del Gobierno para guiar el esfuerzo bélico, se propuso presentar y aprobar un programa que satisficiese las necesidades del país en la contienda; pocos días más tarde recibió en este empeño el respaldo de algunas fracciones del Consejo de Estado, la otra Cámara legislativa del Imperio. Ante los rumores de que el zar pronto disolvería la Duma, el Bloque aceleró la redacción de su programa, que presentó finalmente el 26 de agosto de 1915. El programa, dirigido a lograr la unidad del país para obtener la victoria en la guerra, exigía el nombramiento de un Gobierno formado por figuras reconocidas, la promulgación de nueva legislación que garantizase los derechos de la población y las concesiones sociales y políticas a las minorías del Imperio. Poco después de la publicación de su programa, sin embargo, el Bloque sufrió un revés del que nunca se recuperó: el 3 de septiembre de 1915 el zar Nicolás II disolvió la Duma a petición del anciano primer ministro Iván Goremykin, sin indicar cuándo volvería a reunirse.
Privados de las sesiones parlamentarias, los coaligados mantuvieron los contactos entre sí, pero cada vez con mayores desavenencias. El Bloque se dividió en dos secciones, izquierdista y derechista, que disentían sobre si el Bloque debía tratar de lograr la reforma política del país o limitarse a cuestiones relacionadas con el conflicto mundial. El Bloque se fue debilitando, proceso que se agudizó por la retirada de los Progresistas.
Una de los escasos logros del Bloque fue la dimisión del primer ministro Borís Shtiúrmer tras el duro ataque sufrido por el Gobierno a manos del dirigente del Bloque Pável Miliukov, tras la nueva reunión de la Duma en noviembre de 1916. En un famoso discurso, Miliukov acusó al gabinete de «estupidez o traición».
Aunque la Revolución de Febrero de 1917 puso fin al Bloque, muchos de sus miembros pasaron a desempeñar cargos ministeriales en el nuevo Gobierno Provisional Ruso, surgido del fin de la monarquía.